# Elmshausen (Dautphetal)
Elmshausen ist ein Dorf im Osten des Hessischen Hinterlandes und als solches ein Ortsteil der Großgemeinde Dautphetal im mittelhessischen Landkreis Marburg-Biedenkopf.

## Geographie

### Geographische Lage
Elmshausen liegt 24 km westlich des Oberzentrums Marburg und acht km südöstlich des Mittelzentrums Biedenkopf auf der Niederterrasse des Lahntals an den Ausläufern des Rothaargebirges am Fuße des Roßberges, der sich 425 Meter hoch erhebt. Somit ist Elmshausen der östlichste Ortsteil der Gemeinde. Es wird weiter umgeben von Silberg, Treisberg (437 Meter) und Rückspiegel. Der Ortskern von Elmshausen liegt 235 m ü. NN, die Fläche beträgt 351,38 ha. Die Gemarkung Elmshausen grenzt an die Dautphetaler Ortsteile Buchenau, Allendorf sowie Damshausen. Im Osten grenzt sie an Kernbach und Brungershausen, Ortsteile der Gemeinde Lahntal.

### Klima
Elmshausen liegt nach der Köppen-Geiger-Klassifikation im gemäßigten Ozeanklima (Cfb-Klima) der mittleren Breiten. Die mittlere Tagesmitteltemperatur beträgt im Sommer ca. 16–17 °C und im Winter ca. −1–1 °C. Die mittlere Niederschlagshöhe beträgt im Bereich Elmshausen ca. 700–800 mm.

## Geschichte

### Ersterwähnung
Die älteste bekannte schriftliche Erwähnung von Elmshausen erfolgte in den Jahren um 1200/1220, als das Stift Wetter eine Hufe und die von Hohenfels neun Hufen in Elmshausen besaßen. Im Jahr 1286 verkaufte die Marburger Bürgerfamilie von Gambach ihre Güter zu Elmshausen dem Kloster Caldern.

### Rittergut

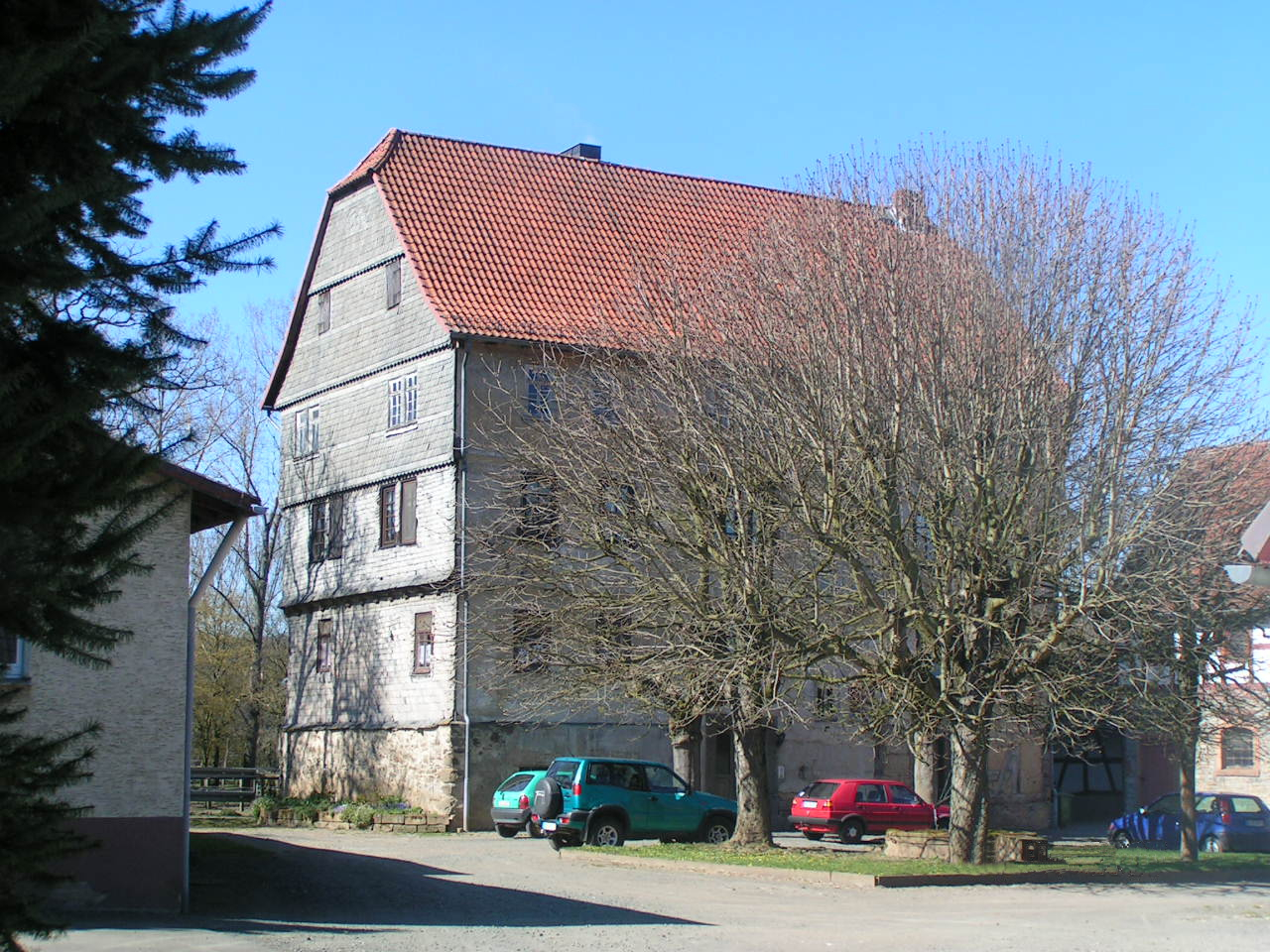
Das Rittergut Elmshausen

Das Rittergut Elmshausen war seit dem 13. Jahrhundert der Sitz der Herren von Döring. Das heutige Herrenhaus mitsamt seinen Wirtschaftsgebäuden wurde 1586 durch Alexander von Döring, Hofmeister des Landgrafen Ludwig IV. von Hessen-Marburg, errichtet. In den folgenden Jahrzehnten wechselte der Besitzer häufiger, wobei diese nicht immer verzeichnet sind. 1856 erbte Wilhelm Winter, der letzte Präsident der herzoglich-nassauischen Landesregierung in Wiesbaden, das Gut von dem großherzoglich hessischen Geheimen Rat Friedrich von Breidenbach, und nach der Annexion Nassaus durch Preußen 1866 setzte er sich dort zu Ruhe. Nach seinem Tod wurde es von seinen Neffen Wilhelm und Gustav übernommen. Sie renovierten das Gebäude umfangreich und führten den landwirtschaftlichen Betrieb weiter. Noch heute ist das Gut im Besitz der Familie Ohm-Winter. Die Landwirtschaft wurde dabei weitestgehend aufgegeben; heute beherbergt der Hof eine Reitanlage mit Unterstellmöglichkeiten für Pferde.
Das Ensemble besteht aus Stallungen und Scheunengebäuden unterschiedlicher Zeiten, die sich um einen zentralen Hof gruppieren und meist ein massives Erdgeschoss mit Fachwerkaufsätzen haben, aber zum Teil auch ganz aus Backsteinen erbaut sind. Die Anlage wird von dem stattlichen, langgestreckten Herrenhaus aus dem Jahr 1586 dominiert, das viergeschossig ist. Der Bau hat einen Gewölbekeller und einen massiven Sockel, darüber erhebt sich ein teils verputztes Fachwerk-, teils ein massives aus Natursteinen gemauertes Erdgeschoss.
Mit dem Rittergut verbunden war das Patrimonialgericht Elmshausen der Herren von Elmshausen.

### Hessische Gebietsreform (1970–1977)
Zum 1. Juli 1974 wurde die bis dahin selbständige Gemeinde Elmshausen im Zuge der Gebietsreform in Hessen mit elf weiteren Gemeinden kraft Landesgesetz zur neuen Großgemeinde Dautphetal zusammengeschlossen. Sitz der Gemeindeverwaltung wurde der Ortsteil Dautphe. Für alle ehemals eigenständigen Gemeinden von Dautphetal wurden Ortsbezirke mit Ortsbeirat und Ortsvorsteher nach der Hessischen Gemeindeordnungeingerichtet.

### Verwaltungsgeschichte im Überblick
Die folgende Liste zeigt die Staaten und Verwaltungseinheiten, denen Elmshausen angehört(e):
- vor 1567: Heiliges Römisches Reich, Landgrafschaft Hessen, Amt Biedenkopf
- ab 1567: Heiliges Römisches Reich, Landgrafschaft Hessen-Marburg, Amt Biedenkopf[8]
- 1604–1648: strittig zwischen Hessen-Kassel und Hessen-Darmstadt (Hessenkrieg)
- ab 1604: Heiliges Römisches Reich, Landgrafschaft Hessen-Kassel, Amt Biedenkopf
- ab 1627: Heiliges Römisches Reich, Landgrafschaft Hessen-Darmstadt, Oberfürstentum Hessen, Amt Biedenkopf[9]
- ab 1806: Großherzogtum Hessen,[Anm. 2] Fürstentum Oberhessen, Amt Biedenkopf
- ab 1815: Großherzogtum Hessen, Provinz Oberhessen, Amt Biedenkopf[10]
- ab 1821: Großherzogtum Hessen, Provinz Oberhessen, Landratsbezirk Gladenbach[Anm. 3]
- ab 1832: Großherzogtum Hessen, Provinz Oberhessen, Kreis Biedenkopf
- ab 1848: Großherzogtum Hessen, Regierungsbezirk Biedenkopf
- ab 1852: Großherzogtum Hessen, Provinz Oberhessen, Kreis Biedenkopf
- ab 1867: Königreich Preußen,[Anm. 4] Provinz Hessen-Nassau, Regierungsbezirk Wiesbaden, Kreis Biedenkopf (übergangsweise Hinterlandkreis)[9]
- ab 1871: Deutsches Reich, Königreich Preußen, Provinz Hessen-Nassau, Regierungsbezirk Wiesbaden, Kreis Biedenkopf
- ab 1918: Deutsches Reich (Weimarer Republik), Freistaat Preußen, Provinz Hessen-Nassau, Regierungsbezirk Wiesbaden, Kreis Biedenkopf
- ab 1932: Deutsches Reich, Freistaat Preußen, Provinz Hessen-Nassau, Regierungsbezirk Wiesbaden, Kreis Dillenburg
- ab 1933: Deutsches Reich, Freistaat Preußen, Provinz Hessen-Nassau, Regierungsbezirk Wiesbaden, Kreis Biedenkopf
- ab 1944: Deutsches Reich, Freistaat Preußen, Provinz Nassau, Landkreis Biedenkopf
- ab 1945: Amerikanische Besatzungszone,[Anm. 5] Groß-Hessen, Regierungsbezirk Wiesbaden, Landkreis Biedenkopf
- ab 1946: Amerikanische Besatzungszone, Hessen, Regierungsbezirk Wiesbaden, Landkreis Biedenkopf
- ab 1949: Bundesrepublik Deutschland, Hessen, Regierungsbezirk Wiesbaden, Landkreis Biedenkopf
- ab 1968: Bundesrepublik Deutschland, Hessen, Regierungsbezirk Darmstadt, Landkreis Biedenkopf
- ab 1974: Bundesrepublik Deutschland, Hessen, Regierungsbezirk Kassel, Landkreis Marburg-Biedenkopf, Gemeinde Dautphetal
- ab 1981: Bundesrepublik Deutschland, Land Hessen, Regierungsbezirk Gießen, Landkreis Marburg-Biedenkopf, Gemeinde Dautphetal

## Bevölkerung

### Einwohnerstruktur 2011
Nach den Erhebungen des Zensus 2011 lebten am Stichtag dem 9. Mai 2011 in Elmshausen 339 Einwohner. Darunter waren 6 (1,8 %) Ausländer. Nach dem Lebensalter waren 51 Einwohner unter 18 Jahren, 153 zwischen 18 und 49, 66 zwischen 50 und 64 und 66 Einwohner waren älter. Die Einwohner lebten in 132 Haushalten. Davon waren 30 Singlehaushalte, 45 Paare ohne Kinder und 48 Paare mit Kindern, sowie 6 Alleinerziehende und 3 Wohngemeinschaften. In 30 Haushalten lebten ausschließlich Senioren und in 87 Haushaltungen lebten keine Senioren.

### Einwohnerentwicklung
Für das Jahr 1577 sind in Elmshausen 20 Haushalte verzeichnet, somit dürften etwas über 100 Menschen im Ort gelebt haben. Für die folgenden Jahrhunderte gibt es keine nachweisbaren Zahlen. Im Jahr 1834 wird die Einwohnerzahl von Elmshausen mit 151 angegeben. Somit veränderte sich die Einwohnerzahl in knapp 250 Jahre nicht signifikant. Dies blieb auch in den darauffolgenden Jahrzehnten so, 1885 wurden 140 Einwohner gezählt, 1939 waren es 167. Einen deutlichen Anstieg gab es in den Jahren nach dem Zweiten Weltkrieg. Bedingt durch den Zuzug von Flüchtlingen aus den osteuropäischen Gebieten stieg die Zahl auf 223 im Jahre 1946 und 273 im Jahre 1956. In den darauffolgenden Jahren stieg die Einwohnerzahl weiter auf heute 321.
Belegte Einwohnerzahlen sind:
| • 1577: | 20 Hausgesesse                                             |
| • 1630: | 4 Hausgesesse (1 dreispänniges, 3 zweispännige Ackerleute) |
| • 1677: | 1 Freier, 6 Hausgründe, 1 Witwe, 5 ledige Personen.        |
| • 1742: | 4 Haushalte                                                |

| Elmshausen: Einwohnerzahlen von 1830 bis 2018 | Elmshausen: Einwohnerzahlen von 1830 bis 2018 | Elmshausen: Einwohnerzahlen von 1830 bis 2018 | Elmshausen: Einwohnerzahlen von 1830 bis 2018 | Elmshausen: Einwohnerzahlen von 1830 bis 2018 |
| --- | --------------------------------------------- | --------------------------------------------- | --------------------------------------------- | --------------------------------------------- |
| Jahr |                                               |                                               |                                               | Einwohner                                     |
| 1830 | 1830                                          |                                               | 140                                           | 140                                           |
| 1834 | 1834                                          |                                               | 151                                           | 151                                           |
| 1840 | 1840                                          |                                               | 154                                           | 154                                           |
| 1846 | 1846                                          |                                               | 156                                           | 156                                           |
| 1852 | 1852                                          |                                               | 143                                           | 143                                           |
| 1858 | 1858                                          |                                               | 157                                           | 157                                           |
| 1864 | 1864                                          |                                               | 140                                           | 140                                           |
| 1871 | 1871                                          |                                               | 129                                           | 129                                           |
| 1875 | 1875                                          |                                               | 152                                           | 152                                           |
| 1885 | 1885                                          |                                               | 140                                           | 140                                           |
| 1895 | 1895                                          |                                               | 125                                           | 125                                           |
| 1905 | 1905                                          |                                               | 120                                           | 120                                           |
| 1910 | 1910                                          |                                               | 128                                           | 128                                           |
| 1925 | 1925                                          |                                               | 133                                           | 133                                           |
| 1939 | 1939                                          |                                               | 167                                           | 167                                           |
| 1946 | 1946                                          |                                               | 223                                           | 223                                           |
| 1950 | 1950                                          |                                               | 225                                           | 225                                           |
| 1956 | 1956                                          |                                               | 273                                           | 273                                           |
| 1961 | 1961                                          |                                               | 295                                           | 295                                           |
| 1967 | 1967                                          |                                               | 274                                           | 274                                           |
| 1980 | 1980                                          |                                               | ?                                             | ?                                             |
| 1990 | 1990                                          |                                               | ?                                             | ?                                             |
| 2000 | 2000                                          |                                               | ?                                             | ?                                             |
| 2007 | 2007                                          |                                               | 366                                           | 366                                           |
| 2011 | 2011                                          |                                               | 339                                           | 339                                           |
| 2016 | 2016                                          |                                               | 326                                           | 326                                           |
| 2018 | 2018                                          |                                               | 318                                           | 318                                           |
| Datenquelle: Historisches Gemeindeverzeichnis für Hessen: Die Bevölkerung der Gemeinden 1834 bis 1967. Wiesbaden: Hessisches Statistisches Landesamt, 1968. Weitere Quellen: LAGIS; nach 1970: Gemeinde Dautphetal (webarchiv); Zensus 2011 |                                               |                                               |                                               |                                               |

### Erwerbstätigkeit
| • 1961: | Erwerbspersonen: 54 Land- und Forstwirtschaft, 77 produzierendes Gewerbe, 7 Handel und Verkehr, 2 Dienstleistungen und Sonstiges. |

### Religionen
historische Religionszugehörigkeit
| Quelle: Historisches Ortslexikon |                                                                            |
| • 1830:                          | 093 evangelische, 21 jüdische Einwohner, 18 Mennoniten.                    |
| • 1885:                          | 130 evangelische, 10 jüdische Einwohner                                    |
| • 1961:                          | 242 evangelische (= 82,03 %), 53 römisch-katholische (= 17,97 %) Einwohner |

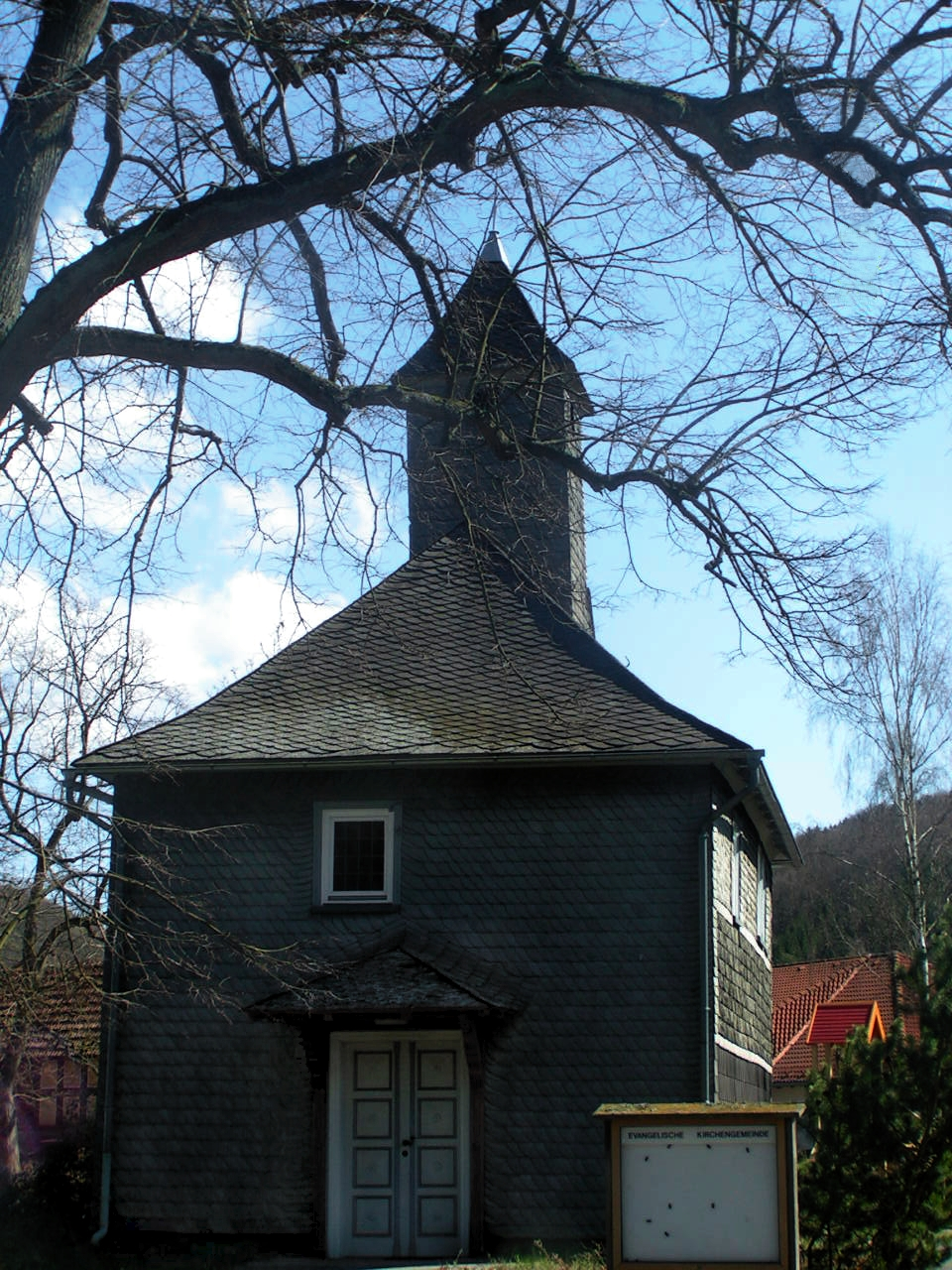
Die Kirche von Elmshausen

Elmshausen gehört heute zur Ev.-lutherischen Kirchengemeinde Buchenau mit Elmshausen. Durch die historische Bedeutung der Gutsherren aus Elmshausen liegt hier bis heute das Patronatsrecht bei der Familie Ohm-Winter. Deren Vorfahren waren es, die die Kapelle in Elmshausen errichten ließen, wobei sie 1895 komplett erneuert und neu eingeweiht wurde. Hier findet alle zwei Wochen der Gottesdienst statt.
Jüdische Geschichte in Elmshausen
Seit Beginn des 19. Jahrhunderts lebte in Elmshausen eine kleine jüdische Gemeinde, wobei erstmals 1809 ein jüdischer Bewohner genannt wird, der zur jüdischen Gemeinde in Gladenbach gehörte. 1859 konnte eine eigenständige jüdische Gemeinde in Elmshausen und Buchenau gegründet werden. Im Jahre 1830 lebten 30 Juden in Elmshausen, 1845 waren es fünf Familien, 1859 sieben Familien mit 34 Personen.
Die jüdische Gemeinde nutzte einen Betraum in einem der Privathäuser in Elmshausen und hatte zeitweise einen eigenen Lehrer angestellt. Des Weiteren wurde ein jüdischer Friedhof oberhalb der Ortschaft angelegt.
In der Zeit nach dem Ersten Weltkrieg gab es noch eine jüdische Familie in Elmshausen. Auf Grund der zunehmenden Repressalien, der Entrechtung und der Folgen des wirtschaftlichen Boykotts zog diese Familie nach Marburg und wollte von dort nach Brasilien emigrieren, was jedoch nicht mehr möglich war. Auch die Novemberpogrome 1938 machten vor Elmshausen nicht halt. Insgesamt neun jüdische Personen, welche in Elmshausen geborenen und/oder längere Zeit gewohnt haben, wurden in der NS-Zeit ermordet.

## Politik
Aus früheren Zeiten sind nur wenige Bürgermeister der Gemeinde Elmshausen überliefert. So wurde 1895 Carl Dietrich Schwam, 1907 Andreas Damm in dieses Amt gewählt. Der letzte Bürgermeister der Gemeinde war Heinrich Diehl.
Mit der Gemeindereform 1974 wurde ein Ortsbeirat in Elmshausen installiert, welcher aus drei Personen besteht und alle fünf Jahre gewählt wird. Dieser wiederum wählt für die Dauer der Amtsperiode des Ortsbeirates den Ortsvorsteher. Die längste Zeit, nämlich von 1974 bis 2001, war Heinrich Diehl Ortsvorsteher, zwischen 2001 und 2021 Herbert Kreiner (ELE). Seit 2021 hat Jörg Saffrich (ELE) dieses Amt inne. 

## Wappen
Das Wappen wurde 1962 verliehen.
Blasonierung: In Gold drei schwarze Schrägrechtsbalken, von denen der mittlere mit drei silbernen Sporenrädlein belegt ist.

## Kultur und Sehenswürdigkeiten

### Vereine
Das gesellschaftliche Leben in Elmshausen wird besonders durch verschiedene Vereine getragen. So gibt es die Freiwillige Feuerwehr, welche 1932 gegründet wurde, mit eigener Jugend- und Kinderabteilung. Des Weiteren gibt es eine 1997 gegründete Burschen- und Mädchenschaft, die Grenzgangsgesellschaft Elmshausen, welche alle sieben Jahre am Grenzgang in Buchenau teilnimmt, den Vogel- und Naturschutzverein sowie den Reitverein Elmshausen mit Sitz im Rittergut.

### Regelmäßige Veranstaltungen
- Brückenfest (An Himmelfahrt)
- Maifeuer (am 30. April)
- Tag der offenen Tür der Freiwilligen Feuerwehr

### Ortsbild
Der historische Ortskern weist einen regellosen Grundriss und lockere Gehöftanordnung auf.  Dieser liegt rund um einen Gutshof mit Herrenhaus. Die Bebauung im Osten und Norden der Siedlung wurde nach dem Zweiten Weltkrieg errichtet und macht den größten Teil der bebauten Fläche aus.

## Wirtschaft und Infrastruktur

### Öffentliche Einrichtungen
Im Ort gibt es einen Kinderspielplatz, einen Bolzplatz, einen Festplatz, ein Feuerwehrhaus, das Bürgerhaus und eine Schutzhütte.

### Verkehr
Nach Elmshausen führt die Kreisstraße 22, über die man auf die Bundesstraße 62 gelangt. Es besteht weiterhin eine Busverbindung durch die Linie 481, welche zwischen Marburg und Biedenkopf verkehrt und Orte im Hinterland verbindet. Über den 1,5 Kilometer entfernten Bahnhof Buchenau besteht eine Verbindung zur Oberen Lahntalbahn, welche von Marburg nach Erndtebrück fährt.